# Кушнир, Лев Израилевич
 Лев Израилевич Кушнир (род. 12 декабря 1961, Астрахань) — российский музыкант, джазовый пианист, руководитель трио и преподаватель.

## Биография
Учился в музыкальной школе в Астрахани, которую закончил в 1977 году. В 1978 переехал в Москву, где учился в Институте стали и сплавов (1978—1983), параллельно занимаясь в джазовой студии «Москворечье» у педагогов Юрия Козырева и Юрия Маркина. По окончании института поступил в ГМУ имени Гнесиных на джазовое отделение, которое закончил в 1988 году в классе Михаила Окуня.
Джазовая карьера Льва началась с участия в группе Владимира Коновальцева Moscow All Stars в 1986-87гг, затем работал в «Кадансе» Германа Лукьянова. В дальнейшем сотрудничал с различными музыкальными коллективами и исполнителями. Играл в ансамблях Виктора Двоскина, Сергея Гурбелошвили, Николая Панова, Александра Ростоцкого; выступал с такими выдающимися зарубежными исполнителями, как Гари Барц, Гари Томас, Санди Патон, Дебора Браун, Винни Сент-Мартен. Участвовал в фестивалях в Розенхайме (1990, Германия), Гренобле (1990, Франция), Пори (1993, Финляндия), а также на всех крупнейших джазовых фестивалях Москвы. Ездил с концертами в Японию, США (International Assotiation of Jazz Educaters), Великобританию, Голландию, Бельгию, Францию, Италию, Германию, Швецию, Финляндию и страны СНГ.
Сейчас Лев Кушнир — один из ведущих джазовых пианистов Москвы, играющий как в камерной обстановке (в джаз-клубах, кафе), так и на крупных мероприятиях (на фестивалях, в концертных залах).

## Дискография
- Трио Льва Кушнира. Летучий Голландец 1984 (Апрелевка Sound)
- Карина Кожевникова. With Eyes Closed 2007 (One Records) На этом альбоме Лев выступил как пианист и продюсер.

### Совместно с другими исполнителями
- Александр Ростоцкий. Open Your Eyes, You Can Fly
- Сергей Гурбелошвили. Грусть Лета
- Квинтет Николая Панова. Созвездие Девы
- Квартет Виктора Двоскина. Live In Grenoble 1990 (Thelonius)
- Александр Ростоцкий. Баллады
- Александр Ростоцкий. Вальс для Ксении
- Лев Кушнир и Гари Барц. CD Фестиваль Джаз в Старой Крепости 2000

## Награды
- Благодарность Министра культуры Российской Федерации (24 декабря 2003 года) — за большую работу, поведённую Государственным музыкальным училищем эстрадно-джазового искусства по организации и проведению конкурса[1]